# Terremoto dell'Aquila del 1315
Il terremoto dell'Aquila del 1315 è stato un evento sismico verificatosi il 3 dicembre 1315 nella media valle dell'Aterno, in Abruzzo.
Il sisma ebbe una magnitudo momento di 5,6 ed un'intensità compresa tra l'VIII e il XI grado della scala Mercalli. Si tratta del primo rilevante evento sismico a colpire la città dell'Aquila, sorta alla metà del secolo precedente al confine tra il Regno di Napoli e lo Stato pontificio, e causò numerosi danni al patrimonio artistico e architettonico.

## Eventi sismici
(Buccio di Ranallo, Cronache aquilane)
Come riportato da fonti storiche dirette, tra cui la Cronaca aquilana in rima di Buccio di Ranallo, lo sciame sismico cominciò nel febbraio del 1315, ma la scossa principale avvenne mercoledì 3 dicembre.
Particolarmente dibattuta è l'origine sismica dell'evento, che ad oggi viene individuata nella media valle dell'Aterno, al centro della conca aquilana, mentre altri studi precedenti localizzavano l'epicentro circa 60 km a sud-est dell'Aquila, nella parte settentrionale della conca peligna, nei pressi di Sulmona. Anche la stima della potenza dell'evento è variata nel tempo tra i valori 5.1 e 6.0 e viene oggi calcolata in 5.5~5.6 magnitudo momento, con un'intensità compresa tra l'VIII e il XI grado della scala Mercalli.
La sequenza sismica continuò per circa 4 settimane e se le repliche proseguirono per diversi mesi anche nel 1316, e per un lungo periodo gli abitanti si rifugiarono in baracche provvisorie realizzate nei campi intorno alla città.

## Danni e vittime
Il terremoto riveste particolare importanza perché fu il primo a colpire L'Aquila, essendosi verificato a circa sessant'anni dalla fondazione. Alla data del sisma, infatti, la città aveva appena completato la sua prima espansione e, sotto la guida del capitano Lucchesino da Firenze, si stava predisponendo la costruzione delle mura urbiche.
Le notizie su danni e vittime, tuttavia, risultano piuttosto scarse. Il Duomo subì certamente gravissimi danni, cominciando così una travagliata storia che ne causò l'effettivo completamento solo nel 1928; rimasero colpite anche le chiese di San Francesco a Palazzo e San Tommaso di Machilone, oggi scomparse. I racconti storici riferiscono che l'amministrazione comunale annunciò la ricostruzione della chiesa di Machilone come voto per il terremoto, ma la promessa non venne rispettata.
Fatta eccezione per quest'ultimo monumento, la ricostruzione fu immediata tanto che già l'anno seguente era completata la nuova cinta muraria.